# 荷兰首相
荷兰首相，正式銜稱為荷蘭大臣主席（荷蘭語：Minister-president van Nederland），是荷兰王国構成國荷蘭的政府首脑，但同時因荷蘭在王國內人口和面積的壓倒優勢而兼任整個王國的首腦，在1848年《荷蘭宪法》修订后创立。首相正式名称曾为大臣会议主席，自1945年起改為現稱。此職通常由獲荷蘭國會兩院支持的人選擔任。
首相在內的所有大臣（理論上）都是平等的。在休戰廳內，大臣可針對所提議的決策自由的進行辯論，並對各個內閣政策發表意見。所有成員須遵守及支持大臣會議所做出的決策，若是不同意則必須下台。通常，要透過很大的努力才能在決策上達到相對一致的看法。另外，大臣會議也有投票機制，但幾乎不使用。
內閣對議會負責。大臣不能具有議員身分，當議員決定擔任大臣時，必須放棄他在議會的席位。當大臣或國務秘書不再被議會多數所支持，依照慣例必須辭職下台。